# Mikel Astarloza
Mikel Astarloza Chaurreau (født 17. november 1979 i Gipuzkoa) er en tidligere spansk professionel cykelrytter.

## Tour de France
- 2003 – 29. plads
- 2004 – 62. plads
- 2005 – 27. plads
- 2006 – 36. plads
- 2007 – 9. plads